# Randy Couture
Randy Duane Couture (Everett, Washington, 1963. június 22. –) amerikai színész, korábbi amerikai hadseregbéli őrmester, visszavonult vegyes MMA-harcművész és korábbi főiskolai birkózó. Az ő szakterülete a Ultimate Fighting Championship (UFC). Couture háromszoros UFC nehézsúlyú világbajnok, kétszeres félnehézsúlyú bajnok, valamint az UFC 13 nehézsúlyú bajnokság győztese. Ő az egyike azon hét harcosnak, akik két UFC bajnoki címmel rendelkezik két különböző súlycsoportban (a továbbiak B.J. Penn, Conor McGregor, Georges St-Pierre, Daniel Cormier, Amanda Nunes és Henry Cejudo).
Couture rekordszámú, 16 címmérkőzésen vett részt. A legtöbb UFC nehézsúlyú bajnoki mérkőzésen aratott győzelem rekordját (6) holtversenyben tartja a korábbi UFC nehézsúlyú bajnokkal, Stipe Miociccsal.

## Élete
A washingtoni Everett-ben született, Sharan Amelia és Edward Lewis "Ed" Couture gyermekeként. Az Alderwood Middle Schoolban és a Lynnwood High Schoolban tanult. 1982-tól 1988-ig az amerikai hadseregben szolgált.

## Pályafutása

### Visszavonulás és vita az UFC-vel
2007. október 11-én Couture bejelentette, hogy minden kapcsolatot megszakít a UFC-vel, így két szerződéses mérkőzést, egy közvetítői pozíciót és a UFC nehézsúlyú bajnoki címét hátrahagyva. 250 ezer dollárt kapott (plusz 936 ezer dolláros PPV bevételt) a Tim Sylvia elleni visszatérő mérkőzéséért. Gabriel Gonzaga legyőzéséért 250 ezer dollárt kapott (plusz 35 ezer dolláros "Fight of the Night" bónuszt, valamint 787 ezer dolláros PPV bevételt). Kifogásolta, hogy Chuck Liddellnek állítólag többet fizettek, mint neki, annak ellenére, hogy az előző két meccsét elvesztette. Couture a UFC vezetőségével való vitákra hivatkozott, valamint arra, hogy a UFC nem tudta leszerződtetni az első helyen álló Fedor Emelianenko nehézsúlyú harcost.

## Színészet
Couture szerepelt a Halálod napja című Steven Seagal-filmben, és a CBS Az egység című sorozat évadzáró részében, mint katona. Ő játszotta Terry Flynn bokszkommentátort a Piros öv című filmben. 2007. szeptember 27-én megjelent a History Channel Emberi fegyver című műsorának egyik epizódjában, és szerepelt a 2008-as A Skorpiókirály 2. – Harcos születik című filmben. 2010-ben a The Expendables – A feláldozhatók című filmben Toll Roadot alakította majd a 2012-es és 2014-es folytatásokban is eljátszotta a szerepet. Több társadalmi célú hirdetést is készített, az egyiket a kristálymet hatása ellen. A 2011-es Felültetve című filmben 50 Cent és Bruce Willis mellett szerepelt Petey szerepében
2012-ben Brandon Nutt Hijacked című akciófilmjében a keménykezű zsaru, Paul Ross főszerepét játszotta Dominic Purcell mellett.
2014. szeptember 4-én bejelentették, hogy Couture lesz az egyik híresség, aki részt vesz a Dancing with the Stars 19. évadában. Karina Smirnoff táncosnővel alkotott párt. A páros a verseny harmadik hetében kiesett, és a tizenegyedik helyen végzett.
Couture 4 epizódban szerepelt a Hawaii Five-0 sorozatban Jason Duclair szerepében.
Couture az Impractical Jokers című sorozatban vendégként tűnt fel Sal Vulcano büntetésének ideje alatt a "Pantsing with the Stars" című epizódban. Ebben az epizódban Vulcano, aki visszautasított egy instrukciót egy olyan kihívás során, ahol Krav Maga oktatónak adta ki magát, a többi Jokertől meglepő büntetést kapott, mivel ezután birkóznia kellett Couture-ral, és meg kellett próbálnia „gatyába rázni” őt.
2019-ben Luke Goss és Michael Jai White mellett szerepelt a The Hard Way című filmben, amely a Netflix legnézettebb filmjei között volt.
2019 júliusában szerepelt az Outdoor Channel Gunnytime című műsorának "Teamwork Makes the Dream Work" című epizódjában.

## Magánélete
Couture korábban Sharon, Tricia és Kim Couture (született Borrego) férje volt. Ő és Kim 2009 májusában adták be a válópert. Továbbra is támogatta MMA-karrierjét. Három gyermeke van, beleértve Ryant is. Gyakran dolgozik együtt Mindy Robinson modellel és színésznővel, akinek régóta partnere.
Arra a feleletre, hogy lehetne-e javítani az MMA-n, az egészségbiztosítást, a nyugdíjbiztosítást, valamint a más sportolókkal és sportágakkal kapcsolatos egyenlőbb juttatásokat javasolta. Las Vegasban él. Szeret vadászni.
2012-ben Randy-t beiktatták a Nemzetközi Sporthírességek Csarnokába (ISHOF), amelyet Dr. Robert M. Goldman sportlegenda prezentált.
2019. október 23-án Couture edzés után szívinfarktust kapott, és elgyalogolt egy közeli kórházba. A sikeres műtétet követően teljesen felépült.

## Filmográfia

### Film
| Év   | Magyar cím                           | Eredeti cím                            | Szerep             | Magyar hang          | Rendező             |
| ---- | ------------------------------------ | -------------------------------------- | ------------------ | -------------------- | ------------------- |
| 2003 | Bölcsőd lesz a koporsód              | Cradle 2 the Grave                     | harcos             |                      | Andrzej Bartkowiak  |
| 2005 |                                      | No Rules                               | Mason              |                      | Gerry Anderson      |
| 2005 | Halálod napja                        | Today You Die                          | Vincent testőre    |                      | Don E. FauntLeRoy   |
| 2006 | Legyőzhetetlen                       | Invincible                             | 'Toruci' játékos   |                      | Ericson Core        |
| 2007 | Kegyenc fegyenc                      | Big Stan                               | Carnahan           |                      | Rob Schneider       |
| 2008 | Piros öv                             | Redbelt                                | Dylan Flynn        | Maday Gábor          | David Mamet         |
| 2008 | A Skorpiókirály 2. – Harcos születik | The Scorpion King 2: Rise of a Warrior | Sargon             | Vass Gábor           | Russell Mulcahy     |
| 2010 | The Expendables – A feláldozhatók    | The Expendables                        | Toll Road / Dézsma | Berzsenyi Zoltán     | Sylvester Stallone  |
| 2011 | Felültetve                           | Setup                                  | Petey              | Berzsenyi Zoltán     | Mike Gunther        |
| 2012 |                                      | Hijacked                               | Paul Ross          |                      | Brandon Nutt        |
| 2012 | The Expendables – A feláldozhatók 2. | The Expendables 2                      | Toll Road / Dézsma | Berzsenyi Zoltán     | Simon West          |
| 2013 |                                      | 3 Geezers                              | Randy              |                      | Michelle Schumacher |
| 2013 | A bűn szorításában                   | Ambushed                               | Jack Reiley        | Csík Csaba Krisztián | Giorgio Serafini    |
| 2014 | The Expendables – A feláldozhatók 3. | The Expendables 3                      | Toll Road / Dézsma | Berzsenyi Zoltán     | Patrick Hughes      |
| 2014 | Felnyomva                            | Stretch                                | Jovi               | Bor László           | Joe Carnahan        |
| 2015 |                                      | Whose Line Is It Anyway?               | önmaga             |                      | Dan Patterson       |
| 2016 |                                      | Range 15                               | önmaga             |                      | Ross Patterson      |
| 2018 | Véres kampusz                        | The Row                                | Cole nyomozó       | Berzsenyi Zoltán     | Matty Beckerman     |
| 2019 |                                      | The Hard Way                           | Toro / Briggs      |                      | Keoni Waxman        |
| 2023 |                                      | Phoenix                                | Everett Grant      |                      | Daniel Zirilli      |
| 2023 | Feláldozh4tók                        | Expend4bles                            | Toll Road / Dézsma | Berzsenyi Zoltán     | Scott Waugh         |
| 2023 |                                      | Outlaw Johnny Black                    | Bill Basset        |                      | Michael Jai White   |
| 2023 |                                      | The Bell Keeper                        | Hank               |                      | Colton Tran         |
| 2023 |                                      | The Curse of the Clown Motel           | Cranston           |                      | Asif Akbar          |
| 2023 | Lance Kawas                          | The Curse of the Clown Motel           | Cranston           |                      |                     |
| 2024 |                                      | Angels Fallen: Warriors of Peace       | Marcus             |                      | Ali Zamani          |
| 2025 | Egyes alá                            | F Plus                                 | Terry Grimes       | Olt Tamás            | Kenny Beaumont      |

### Televízió
| Év        | Magyar cím                          | Eredeti cím        | Szerep                    | Megjegyzések                     |
| --------- | ----------------------------------- | ------------------ | ------------------------- | -------------------------------- |
| 2006      | Férjek gyöngye                      | The King of Queens | Priority Plus járművezető | 1 epizód stáblistán nem szerepel |
| 2007      | Az egység                           | The Unit           | Strickland őrmester       | 2 epizód                         |
| 2015–2017 | Hawaii Five-0                       | Hawaii Five-0      | Jason Duclair             | 4 epizód                         |
| 2016      | Gordon Ramsay – A pokol konyhája    | Hell's Kitchen     | önmaga                    | 1 epizód                         |
| 2016      |                                     | Nine Legends       | önmaga                    | dokumentumfilm                   |
| 2018      | Impractical Jokers – Totál szívatás | Impractical Jokers | önmaga                    | 1 epizód                         |
| 2018-2019 | Nagypályások                        | Ballers            | önmaga                    | 2 epizód                         |

### Videójátékok
| Év   | Cím                            | Szerep                   |
| ---- | ------------------------------ | ------------------------ |
| 2008 | Command & Conquer: Red Alert 3 | Warren Fuller parancsnok |
| 2010 | EA Sports MMA                  | önmaga                   |

## Bajnokságok és eredmények

### Görög-római birkózás
- Pánamerikai bajnokság
  - Pánamerikai Bajnokság görög-római szeniorok 90 kg - második helyezés (1990. június 13.)
  - Pánamerikai bajnokság görög-római szeniorok 90 kg - győztes (1991. január 1.)
  - Pánamerikai Bajnokság görög-római szeniorok 90 kg - második hely (1992. január 1.)
  - Pánamerikai Bajnokság görög-római szeniorok97 kg - harmadik hely (1997. május 21.)
  - Pánamerikai Bajnokság görög-római szeniorok 97 kg - második hely (1998. március 24.)
  - Pánamerikai Bajnokság görög-római szeniorok 90 kg - győztes (1991. augusztus 6.)
- FILA Birkózó-világbajnokság
  - FILA tesztverseny görög-római szeniorok 97 kg - harmadik hely (1998. március 14.)
  - FILA Világkupa görög-római szeniorok 90 kg - harmadik hely (1991. november 9.)
  - FILA Világkupa görög-római szeniorok 90 kg - harmadik hely (1992. november 21.)

### Főiskolai birkózás
- Nemzeti Főiskolai Atlétikai Szövetség[26]
  - NCAA Divízió Össz-amerikai (1990, 1991, 1992)[27]
  - NCAA Divízió I 190 font/86,4 kg - 6. hely az Oklahoma State University-n (1990)
  - NCAA Divízió I 190 font/86,4 kg - második helyezett az Oklahoma Állami Egyetemen (1991)
  - NCAA Divízió I 190 font/86,4 kg - második helyezett az Oklahoma Állami Egyetemen (1992)

### Vegyes harcművészetek
- Ultimate Fighting bajnokság
  - UFC Hírességek Csarnoka
  - UFC 13 nehézsúlyú bajnokság bajnoka
  - UFC Nehézsúlyú bajnokság (3-szor)
  - UFC könnyűsúlyú bajnokság (2-szer)
  - Interim UFC pehelysúlyú bajnokság (1-szer)
  - UFC nézői díj[28]
  - Az éjszaka harca (kétszer)
  - A UFC történetének első többszörös bajnoka.
  - Az első és egyetlen olyan harcos, aki többszörös bajnok volt, és visszanyerte a címet, miután elvesztette azt (2x nehézsúlyban és 1x könnyűsúlyban).
  - A legtöbb bajnoki mérkőzés a UFC történetében (15)
  - A legtöbb bajnoki cím a UFC történetében (6)
  - A legtöbb főmérkőzés a UFC történetében (18) - holtversenyben Anderson Silvával.
  - Legidősebb bajnok a UFC történetében (45 évesen, 60 nap)
  - Legidősebb bajnoki címet nyert harcos a UFC történetében (43 évesen, 255 nap)
  - Legidősebb harcos, aki sikeresen megvédte bajnoki címét (44 évesen)
  - Legidősebb harcos, aki megnyert egy mérkőzést a UFC történetében (47 évesen, 68 nap)
- Fekete öves magazin
  - 1997 Az év Full-Contact versenyzője
  - A Black Belt Magazine Hall of Famer[29]
- George Tragos/Lou Thesz Profi Birkózó Hírességek Csarnoka
  - 2013 George Tragos-díj[30]
- Belső harcok
  - 2009 Az év mérkőzése - Antônio Rodrigo Nogueira ellen augusztus 29-én[31]
- Birkózó megfigyelési hírlevél
  - 2001 Az év harca 2001. május 4-én Pedro Rizzo ellen
  - 2003 A legkiválóbb harcos
  - 2007 MMA legértékesebb harcosa
  - Az évtized legértékesebb MMA harcosa (2000-es évek)[32]
- World MMA díjak
  - 2010 Kiemelkedő közreműködés az MMA-ért díj
- MMA Freak
  - MMA Freak Hall of Fame 2013 évi Archiválva 2019. március 6-i dátummal a Wayback Machine-ben